# Amfipolis

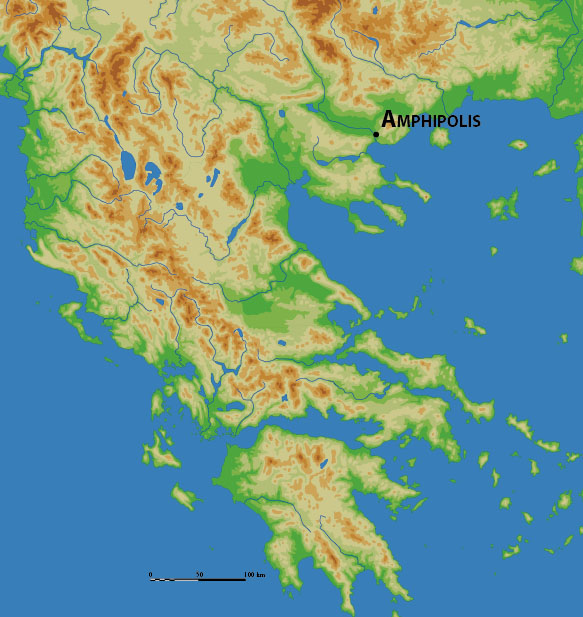

Amfipolis (în limba greacă Ἀμφίπολις/Amphípolis) a fost un oraș elen, întemeiat pe teritoriul Traciei de conducătorul de oști atenian Hagnon în anul 436/437 î.Hr., cu un număr relativ modest de coloniști. Colonia a devenit independentă în anul 424 î.Hr., a fost ulterior cucerită de macedonieni și a devenit apoi capitală provincială în Imperiul Roman.
Cetatea a fost importantă datorită controlului pe care-l oferea Atenei asupra coastei trace și asupra minelor de aur din munții Pangaion. Portul ei, aflat la vărsarea râului Stirmon, se numea după așezarea tracă inițială Eion sau Eunea Hodoi. Aioneios se numise probabil și râul.
Atena încercase deja în anul 464/465 î.Hr. să cucerească ținuturile de pe coasta sudică a Traciei, însă oștirile ateniene au fost înfrânte atunci de tribul tracic al edonilor, în bătălia din Dabrescos.
Amfipolis s-a predat în anul 424 î.Hr., în cursul războiului peloponesiac, fără a opune rezistență spartanului Brasidas⁠(d), deoarece strategul și istoricul Tucidide ajunsese prea târziu cu o flotă pentru a mai putea salva orașul. Tucidide a trebuit să ia calea exilului în urma înfrângerii. Eliberat de hegemonia Atenei, orașul a devenit independent. În anul 422 î.Hr. generalul atenian Cleon⁠(d) a încercat în zadar să-l recucerească, găsindu-și alături de Brasidas moartea. Concurentul său din Atena, Nicias⁠(d), a încheiat imediat după bătălie (în 421 î.Hr.) pacea care-i poartă numele și a obținut astfel o încetare provizorie a ostilităților dintre Sparta și Atena. Brasidas a fost după aceea venerat ca erou de către cetățenii Amfipolisului, cultul lui înlocuindu-l pe cel al întemeietorului atenian Hagnon. Prin „Pacea lui Nicias” Sparta se obligase să cedeze Amfipolisul Atenei, dar comandantul Clearidas a refuzat acest lucru. Schimbul de prizonieri s-a derulat foarte anevoios în regiunea Stirmonului, tocmai deoarece spartanii nu erau de acord cu cedarea ținuturilor. Amfipolis a refuzat hegemonia ateniană chiar și după retragerea spartanilor. Într-o campanie purtată între anii 365 și 363 î.Hr. strategul atenian Timoteos a încercat din nou să cucerească cetatea, dar nu a reușit, în pofida ajutorului macedonean. Ulterior regele macedonean Perdiccas al III-lea a susținut orașul împotriva Atenei. Polisul elen l-a însărcinat din nou pe Timoteos, în anul 360/359 î.Hr., cu o campanie îndreptată împotriva Amfipolisului. Între timp orașul era apărat de o garnizoană macedoneană. Aceasta a fost însă retrasă un an mai târziu de fratele mai tânăr al lui Perdiccas, Filip al II-lea, care promisese cetatea atenienilor.
Acordul cu Atena s-a dovedit a fi un tertip al lui Filip al II-lea al Macedoniei, folosit de acesta pentru a câștiga timp să-i înfrângă pe iliri și să-și consolideze regatul. În anul 356 î.Hr. Filip a cucerit Amfipolisul, care a devenit de aceea o sursă a discordiei dintre macedoneni și greci. Astfel, macedonenii au câștigat minele de aur și argint din Pangaion. Sub Filip al II-lea se băteau monede în Amfipolis, așa-numiții philippeoi. Pentru perioada stăpânirii macedoneene este consemnată o donație pentru templul lui Artemis Tauropolos din Amfipolis, ceea ce dovedește venerația zeiței în oraș. Cetatea este menționată ca polis macedonean și în timpul stăpânirii diadohilor.
Orașul este pomenit în cadrul rutei parcurse de apostolul Pavel și Sila în drum spre Salonic în Noul Testament, Faptele apostolilor, 17,1.